# Chokutō
La chokutō (chokutō (直刀, , literalment "espasa dreta") és una espasa japonesa dreta que es va produir abans del segle x . Les chokutō van ser utilitzades a peu per a punxar o tallar i s'emportaven penjades a la cintura.

## Història
La chokutō va ser una de les primeres espases en la història de la forja japonesa. Va ser creat abans del desenvolupament del tremp diferencial de la ferreria d'espases japoneses. Les chokutō solen venir en hira-zukuri i Kiriha-zukuri tsukurikomi (estils de la fulla) que les fan molt diferents de les més modernes: tachi i Catana, que rares vegades utilitzen aquestes formes. La característica distintiva de la chokutō és la fulla dreta, similar a les antigues espases oposades en els Tres Regnes de la Xina. Les seves fulles també sovint es confonen amb els de Shikomizue, hi ha poques proves que suggereixin que la chokutō alguna vegada es munta com a bastó d'espases.
Malgrat que les fulles corbes són tan antigues com la mateixa espasa, que no van arribar a ser d'ús general a Àsia i l'Orient Mitjà fins al cap de la dominació de l'Imperi Mongol. Els guerrers japonesos del Shogunato Kamakura van experimentar l'efectivitat i letalitat de les làmines corbades de primera mà en les invasions mongols del Japó. Formes rudimentàries del que finalment es convertirà en la tachi van començar gradualment a eclipsar la chokutō en popularitat, puix que les fulles corbes van mostrar una major facilitat de maneig i la letalitat en combat muntat.

### Decadència
La chokutō del període Kofun, com altres espases d'aquest període, es va basar en el pes de la fulla per a executar el tall, en lloc d'atacs d'embranzida. L'adveniment del disseny japonès de la catana, amb la seva fulla d'un sol tall corbat i metal·lúrgia superior, va permetre el desenvolupament de tècniques de lluita amb espasa especialitzades, com ara el Iaidō.
Són molt pocs els exemplars de chokutō que existeixen en l'actualitat, encara que prous per a reconstruir les seves diverses tipologies, que sempre van seguir els models xinesos i coreans, la qual cosa és evident amb les menes d'espases desenvolupats en l'últim període Kofun, la d'un sol tall warabitetō (蕨 手 刀).